# Abwehrspieler
Abwehrspieler sind diejenigen Spieler einer Ballsportart, die in der Regel nicht direkt versuchen, ein Tor oder einen Punkt zu erzielen. Das primäre Ziel eines abwehrenden Spielers ist es, zählbare Wertungen vonseiten des jeweiligen Kontrahenten zu verhindern.

## Torspiele

Die blau eingefärbten Kreise stellen die Abwehrspieler auf einem Fußballfeld dar.

Bei Torspielen sollen Abwehrspieler die Gegner daran hindern, ein Tor zu erzielen. Sie sind die dem eigenen Tor am nächsten stehenden Feldspieler und befinden sich zumeist direkt vor dem Torhüter (falls vorhanden). Als Synonym wird häufig der Begriff Verteidiger verwendet.

### Fußball
Beim Fußball wird in den modernen Spielsystemen die Position des Abwehrspielers noch einmal in die des Außenverteidigers und Innenverteidigers unterteilt, wobei Innenverteidiger direkt vor dem Tor, Außenverteidiger auf den Außenpositionen spielen. Die moderne Raumdeckung erfordert von ihnen ein größeres Spielverständnis als die Manndeckung, die bis Anfang der 1990er-Jahre – teilweise noch später – praktiziert wurde. Abwehrspieler, insbesondere die Außenverteidiger, führen in modernen Spielsystemen nicht nur defensive Aufgaben durch, sondern sind auch für die Offensive wichtig. So haben sie Angriffe zu initiieren bzw. mitzutragen und insbesondere bei Standardsituationen auch für Torgefahr zu sorgen.
Die Positionen in der Abwehr früherer Spielsysteme sind die des Manndeckers, Vorstoppers und Liberos, wobei nur Letzterer aktiv den Spielaufbau unterstützte, und die Manndecker reine „Zerstörer“ gegnerischer Angriffe sein sollten.

### Handball
Die Abwehrspieler im Handball haben es, je nach Angriffskonzeption der gegnerischen Mannschaft und Verteidigungskonzept der abwehrenden Mannschaft, meist nicht mit einem festen Gegenspieler zu tun. Für jedes Angriffskonzept, wie beispielsweise Sperren, Kreuzen, „Auf Lücke und weiter“, Einlaufen und natürlich Kombinationen daraus, gibt es eine oder mehrere Abwehrvarianten, die von Spiel zu Spiel und auch während eines Spiels variieren können. Unabdingbar für das unvermeidliche Übergeben und Übernehmen von Angriffsspielern zwischen zwei oder mehreren Abwehrspielern sind feste Absprachen vor dem Spiel und entsprechende – meist lautstarke – Kommandos während des Spiels, mit denen auf die entsprechenden Aktionen der Angriffsspieler reagiert wird.
Bei ihren Abwehraktionen ist es den Abwehrspielern laut Regelwerk erlaubt, den jeweiligen Gegenspieler von vorn mit angewinkelten Armen zu begleiten, den Ball mit der flachen Hand herauszuspielen oder Laufwege der Angreifer mit ihrem Körper zu blocken, wobei unterschieden wird, ob die Abwehrspieler ihre Aktionen erkennbar dazu nutzen, den Ball zu erobern, oder lediglich dazu, den Angriffsspieler am Wurf oder Abspiel zu hindern. Was seitens der Schiedsrichter in der Praxis als regelgerechtes Abwehrverhalten interpretiert wird, hängt maßgeblich von der Spielklasse bzw. der individuellen Spielstärke der Mannschaften ab. Dabei wird oft erst dann auf Foul entschieden, wenn der Angreifer nicht mehr in der Lage ist, kontrolliert zu werfen oder zu passen. Gelingt ihm das auch in Bedrängnis durch den Abwehrspieler, greift meist die Vorteilsregel beziehungsweise nur bei harten Vergehen wird der Abwehrspieler progressiv (zusätzlich) bestraft.

### Eishockey

Position der Spieler auf der Eisfläche

Auch im Eishockey ist es die Hauptaufgabe der Abwehr, Tore des Gegners zu verhindern. Dabei stehen zumeist sechs Verteidiger im Aufgebot eines Teams, die – in drei Reihen bzw. Paaren – in der Regel zu zweit auf dem Eis stehen. Dadurch fallen ihnen grundsätzlich auch Offensivaufgaben zu, so nehmen sie im Angriffsdrittel zumeist die Positionen an der blauen Linie ein und sind dort mit Passspiel oder Schüssen (insbesondere mit Schlagschüssen) an der Torerzielung beteiligt. Zudem sind die Abwehrspieler meist für den Spielaufbau verantwortlich, indem sie den ersten Pass eines Angriffs aus der eigenen Zone zu einem der drei Stürmer spielen.
Häufig werden Abwehrspieler in eher offensiv und eher defensiv ausgerichtete Verteidiger eingeteilt. Dabei fallen erstere eher durch die Beteiligung an Toren auf und sind tendenziell technisch versierter, während letztere über bessere Defensivqualitäten verfügen, physisch sehr präsent sind und meist mit einer besseren Plus/Minus-Statistik auffallen.

## Tischtennis

WRL-Positionen der besten 4 Tischtennis-Abwehrspieler

Beim Tischtennis ist das Defensivspiel durch Besonderheiten der Spieltechnik gekennzeichnet. Im Gegensatz zu anderen Rückschlagsportarten kann relativ eindeutig zwischen Offensivspielern und Abwehrspielern unterschieden werden. Das charakteristische Merkmal des Defensivspielers ist der systematische Einsatz des Unterschnittballs (Slice) auf Topspinbälle des Gegners. Offensivspieler hingegen reagieren auf einen Topspin mit einem Blockball oder einem Gegentopspin.
Beim modernen Defensivspiel benutzen Abwehrspieler in der Regel zwei unterschiedliche Beläge, einen griffigen Noppen-Innenbelag und einen Belag mit langen Noppen. Viele Spieler drehen den Schläger während des Ballwechsels je nach Erfordernis der Spielsituation. Moderne Abwehrspieler beschränken sich keineswegs nur auf Defensivschläge, sondern ergreifen bei Gelegenheit die Initiative.
In den letzten Jahrzehnten wurde das Abwehrspiel durch Regeländerungen erschwert. Dazu zählen die Zweifarbenregel für den Schläger (1984), die Vergrößerung des Balles (von 38 auf 40 mm Durchmesser) im Jahre 2001 und das Verbot von speziellen Langnoppenbelägen mit glatten Noppen (2008). Ob der Umstieg vom Zelluloidball auf den Plastikball im Jahre 2011 Abwehrspieler ebenfalls benachteiligte, war umstritten.
Die Anzahl von Abwehrspielern in der Weltrangliste war im letzten Jahrzehnt rückläufig. Während es unter den Top 100 der Weltrangliste 2012 noch 19 weibliche und 9 männliche Verteidiger gab, war die Anzahl 2019 auf 13 Frauen und 3 Männer zurückgegangen.
Bei den Männern waren dies 2019 Panagiotis Gionis, Ruwen Filus und Wang Yang.
Bei den Frauen waren dies 2019 Suh Hyo-won, Hitomi Sato, Kim Song-i, Honoka Hashimoto, Li Jie, Han Ying, Li Qian, Polina Michailowa, Wu Yang, Hanna Haponowa, Linda Bergström, Tetjana Bilenko und Viktoria Pavlovich. 
Im Oktober 2024 waren 7 Frauen und 3 Männer (wie schon 2019 Filus, Yang und Gionis) in den Top 100 Abwehrspieler.